# Liste der Monuments historiques in Neuville-sur-Ornain
Die Liste der Monuments historiques in Neuville-sur-Ornain führt die Monuments historiques in der französischen Gemeinde Neuville-sur-Ornain auf.

## Liste der Immobilien
| Bezeichnung | Beschreibung                                        | Standort                | Kennzeichnung | Schutzstatus | Datum | Bild |
| ----------- | --------------------------------------------------- | ----------------------- | ------------- | ------------ | ----- | ---- |
| Bauernhof   | Fachwerkgebäude, zweite Hälfte des 16. Jahrhunderts | 11 rue du Moulin (Lage) | PA00106694    | Inscrit      | 1990  |      |

## Liste der Objekte
| Bezeichnung                  | Beschreibung                                                         | Standort                       | Kennzeichnung | Schutzstatus | Datum | Bild |
| ---------------------------- | -------------------------------------------------------------------- | ------------------------------ | ------------- | ------------ | ----- | ---- |
| Grabmal der Familie François | Kalkstein, 1865 von Auguste François                                 | auf dem Friedhof (Lage)        | PM55002174    | Inscrit      | 1999  |      |
| Taufbecken                   | Stein, Holz, Anfang des 19. Jahrhunderts                             | in der Kirche St-Martin (Lage) | PM55001203    | Classé       | 1996  |      |
| Chorgestühl                  | Holz, 17. Jahrhundert; aus der Zisterzienserinnenabtei Sainte-Hoïlde | in der Kirche St-Martin (Lage) | PM55000452    | Classé       | 1905  |      |